# Luciano Floridi

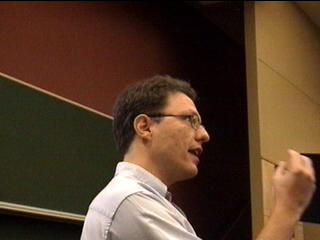
Luciano Floridi

Luciano Floridi (ur. 1964 w Rzymie) – włoski filozof, profesor filozofii na uniwersytetach w Oksfordzie i Bari.

## Najważniejsze prace
- Augmented Intelligence — A Guide to IT for Philosophers. Roma: Armando, 1996.
- Scepticism and the Foundation of Epistemology – A Study in the Metalogical Fallacies. Leiden: Brill, 1996.
- Internet – An Epistemological Essay. Milano: Il Saggiatore, 1997.
- Philosophy and Computing: An Introduction. London/New York: Routledge, 1999.
- Sextus Empiricus, The Recovery and Transmission of Pyrrhonism. Oxford: Oxford University Press, 2002.
- The Blackwell Guide to the Philosophy of Computing and Information [edited by]. Oxford: Blackwell, 2003.